# Географія Великої Британії

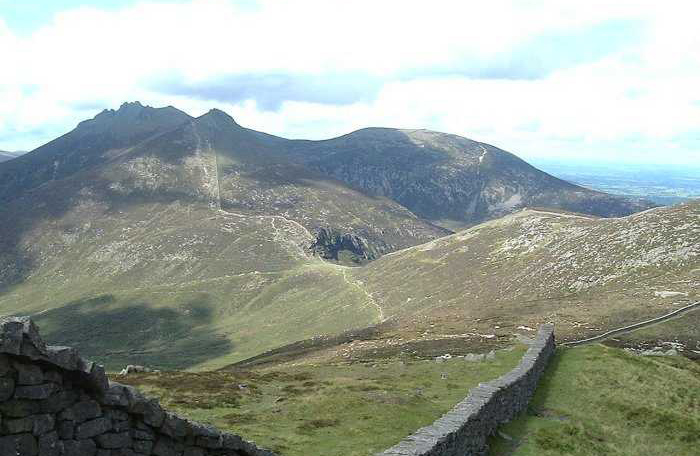
Гори та кам'яний мур в Північній Ірландії

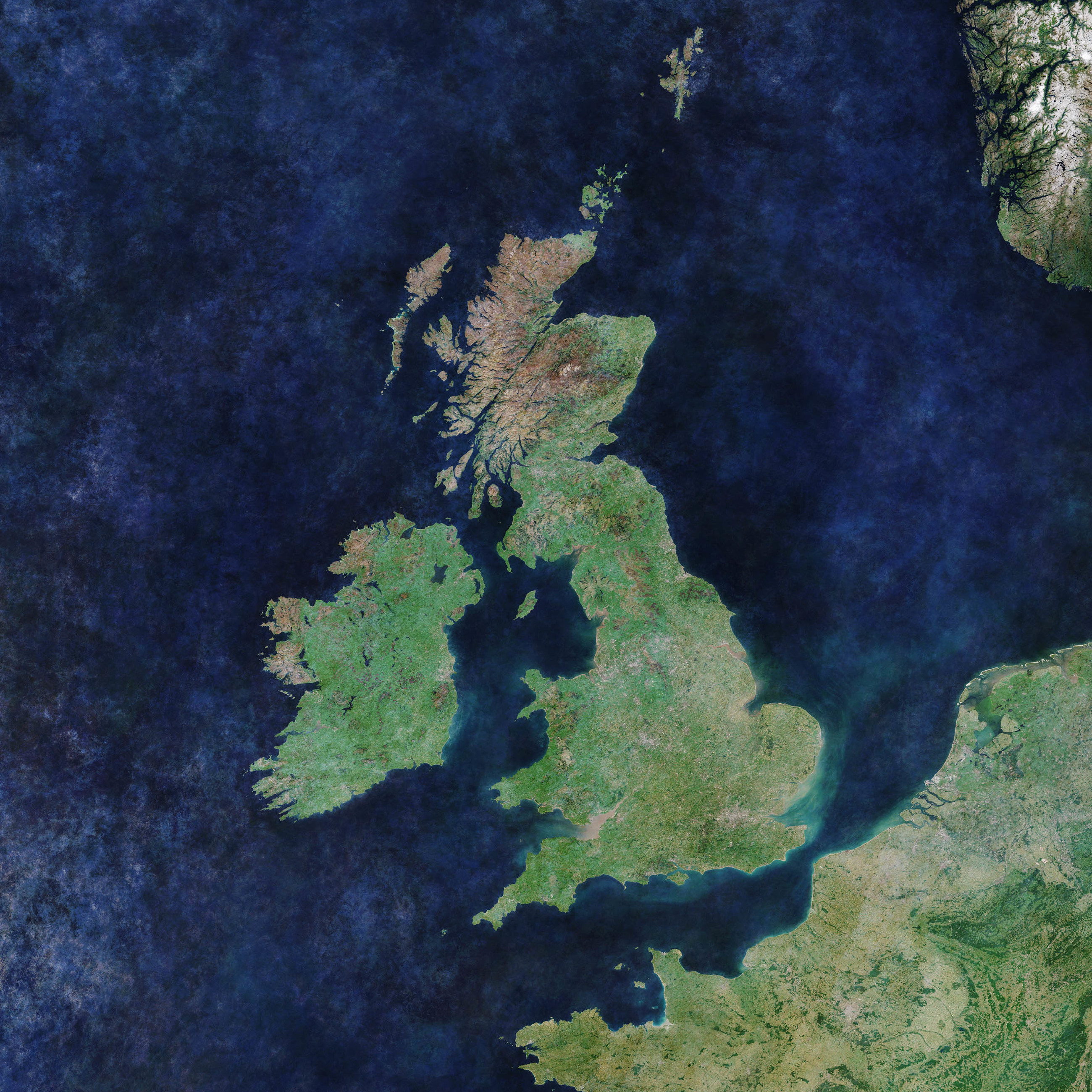
Велика Британія. Світлина з космосу.

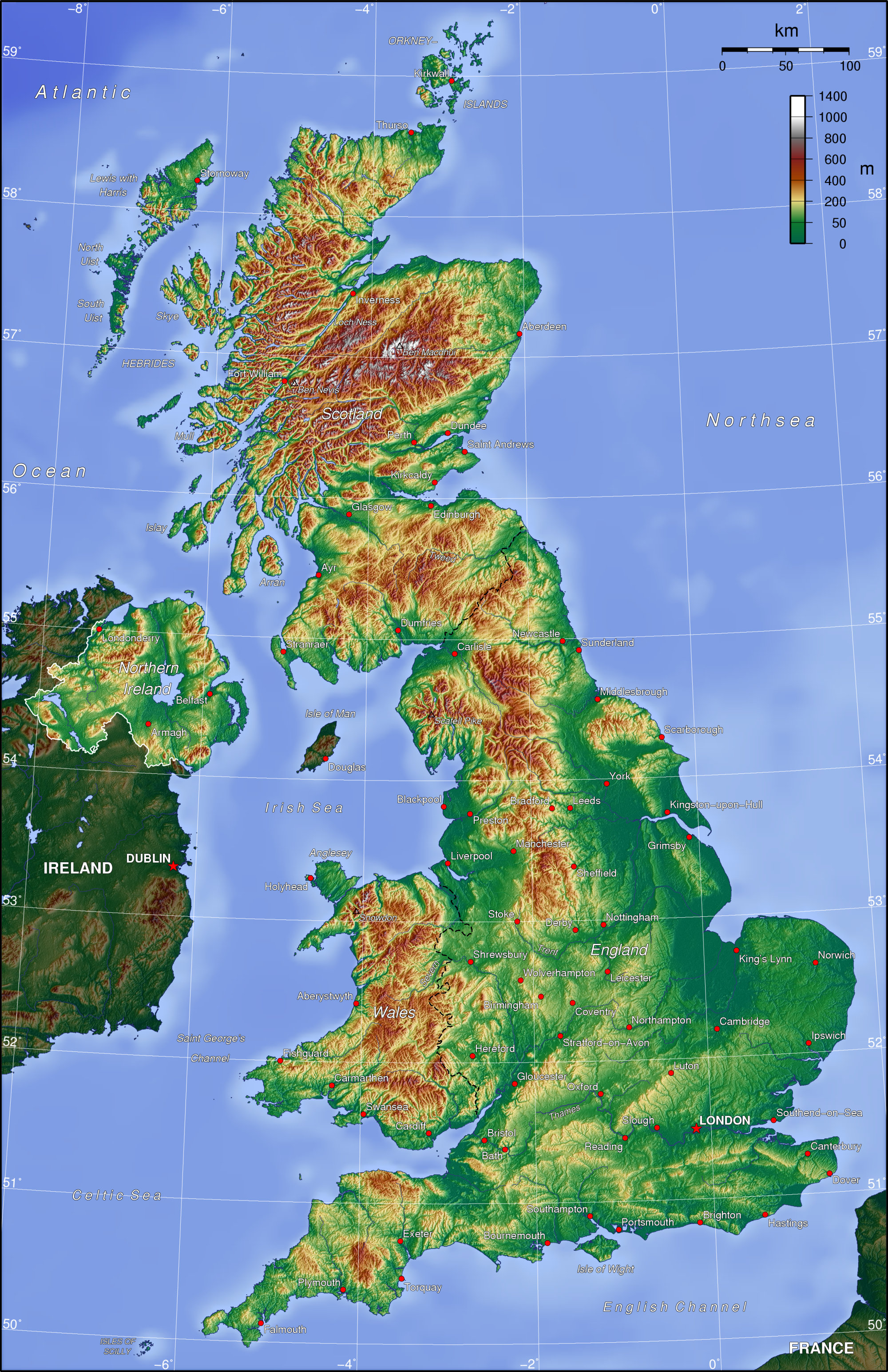
Орографічна карта Великої Британії

Велика Британія — країна, що складається з 4-х історико-географічних областей: Англії, Шотландії, Уельсу й Північної Ірландії (Ольстер)

Географія Великої Британії
Велика Британія — країна, що складається з 4-х історико-географічних областей: Англії, Шотландії, Уельсу й Північної Ірландії (Ольстер). Найбільші міста Бірмінгем, Ліверпуль, Манчестер в Англії; Белфаст та Лондондеррі в Північній Ірландії; Единбург і Глазго в Шотландії; Суонсі і Кардіфф в Уельсі. Столиця — Лондон. Площа країни — 244100 км²;
Рельєф центральної, і південно-східної частин Великої Британії горбисто-рівнинний; у Шотландії, Уельсі і Ольстері переважають невисокі гори і височини, сильно згладжені льодовиками та річковою ерозією. Півострів Уельс зайнятий Кебрійськими горами, на південь від Шотландії розташовані Пеннінські та Камберлендські гори. Найвищі гори Великої Британії знаходяться на Північно-Шотландському нагір'ї. Гора Бен-Невіс, розташована недалеко від верхів'я затоки Лох-Лінне, підіймається до висоти 1343 м над рівнем моря, а в районі перетину цього нагір'я і Грампіанських гір декілька вершин перевищують 1200 м. Головні річки: Темза, Северн, Трент, Мерсі.

За особливостями рельєфу територія Великої Британії поділяється на дві основні області. Висока Британія (включаючи Північну Ірландію), розташована на півночі і заході країни, підстилається стійкими древніми корінними породами і являє собою в основному сильно розчленовані височини і менш поширені низовини. На півдні і сході розташована Низька Британія, характерна горбистим рельєфом, невеликими височинами і декількома гірськими районами; в її основі залягають більш молоді осадові породи. Границя між Високою і Низькою Британією проходить приблизно в південно-західному напрямі від Ньюкасла в гирлі р. Тайн до Ексетера в гирлі р. Екс на півдні Девона.

## Геологія
У геоструктурному відношенні територія країни (з півночі на південь) поділяється на такі основні тектонічні елементи:
- древній Гебридський масив;
- каледонський складчастий пояс Шотландії, Північної Англії та Уельсу;
- докембрійський кратон Уельсу і Мідленду;
- каледонський Лондонсько-Брабантський масив;
- герцинський складчастий пояс.

## Клімат
Клімат Великої Британії класифікують як середньоширотний океанічний клімат або помірний морський клімат (за класифікацією Коппена) з теплим літом, не дуже холодними зимами, але постійними опадами протягом всього року. Основні фактори, які впливають на клімат Великої Британії це північне розташування країни (від 50° до 60° північної широти), близьке розташування відносно Атлантичного океану і течії Гольфстрім.
Оскільки Велика Британія лежить на островах, то клімат тут дуже специфічний. На клімат дуже впливає тепла течія Гольфстрім. Клімат в країні вологий і м'який. Озера і річки замерзають дуже рідко. У всі пори року дуже часто йде дощ. Загальна середня кількість опадів є 1100 мм. Найвологіші місяці із вересня по січень. Крім того, Британія знаменита своїми туманами. Іноді тумани такі густі, що неможливо побачити щось у межах 2 або 3 метрів. Кожний, хто приїжджає до Великої Британії говорить, що вона здається єдиним великим красивим парком. Країна має океанічний і надто вологий клімат, з м'якою зимою і пасмурним літом, туманами та вітрами. Його формують атлантичні циклони. Більша частина опадів випадає на заході, особливо на західних схилах гір і нагір'їв (у середньому 2000 — 3000 мм на рік). Найменш волога частина країни — південний схід (у середньому 625 мм опадів щороку). У Великій Британії переважають опади у вигляді дощів, лише на півночі у горах протягом 1 — 2 місяців випадає сніг. Середня температура січня коливається від +7°С на півострові Корнуолл до +3,5°С у Східній Англії, однак бувають і морози до −15°…-18°С. Літо у країні прохолодне, середня температура липня становить +16°С, а в районі Лондона — +11°…+13°С.